# آن-کریستین نیستروم
آن-کریستین نیستروم (به انگلیسی: Ann-Christine Nyström) (زاده ۲۶ ژوئیه ۱۹۴۴) خواننده فنلاندی است.
او نماینده فنلاند در یوروویژن ۱۹۶۶ بود.
او تصمیم گرفت در سال ۱۹۷۳ پس از ۱۱ سال فعالیت در زمینه موسیقی، به فعالیت موسیقی خود پایان دهد و از سال ۱۹۷۶ در استکهلم سوئد زندگی می‌کند. علیرغم زبان مادری سوئدی، او تمام آهنگهای خود را به زبان فنلاندی یا انگلیسی ضبط کرد.